# هوج
هوج، قرية فلسطينية مهجرة، تقع على مسافة 18 كم إلى الشرق من غزة. هي ملتقى عدة طرق ثانوية تربطها بما حولها كبئر السبع، برير، دمرة، هربيا، المجدل وغزة. وتبعد هوج مسافة 3 كم إلى الشرق من طريق بربر- غزة، ومسافة 6 كم إلى الغرب من خط أنابيب النفط بين إيلات وأسدود.

## تاريخ القرية
قامت قرية هوج فوق موقع قرية أوغا (Oga) في العهد الروماني. ثم تعرّضت للتخريب من جراء هجمات البدو المتعاقبة فهجرها سكانها. أُعيد بناؤها في النصف الأول من القرن التاسع عشر في عهد مصطفى بك (أحد حكام غزة).
وزّع بدوره أراضي لقرية هوج بلا ثمن على من يرغب من أهالي غزة في الإقامة فيها وتعميرها. وما لبثت القرية أن نمت بعدئذ وتوسعت.

## موقعها
ترتفع هوج نحو 75 مترًا عن سطح البحر، ويصل ارتفاع الأرض في ظاهرها الجنوبي إلى 100 متر. لذا فإنّ أراضيها تنحدر تدريجيًا من الجنوب إلى الشمال. وتمتد القرية بمحاذاة الضفة الغربية لوادي البلد أحد روافد وادي الرمل الذي يرفد بدوره وادي هربيا. وتجاورها من الشمال قرية برير ونجد ومن الغرب تحاذيها أراضي الشجاعية ومن الغرب أراضي بئر السبع ومن الشرق أراضي الجمامة، وتقع بالطرف الشمالي من صحراء النقب.
إلّا أنّ النمو العمراني أخذ يتجه في أواخر عهد الانتداب البريطاني من الشرق إلى الغرب لتحاشي زحف المباني السكنية إلى الأرض الزراعية المُمتدة في شمال هوج وشمالها الشرقي. وتقوم مساكنها على مخلفات الخرائب الأثرية.

## مساحتها
تبلغ مساحة الأراضي التابعة لقرية هوج 21,988 دونمًا. أما عدد سكان هوج من 426 نسمة عام 1922 إلى 810 نسمات عام 1945. اضطروا إلى الهجرة عام 1948، حيث قام اليهود بتدمير القرية وبنوا على أراضيها مستعمرتي “دوروت وجيفيم”.

## احتلال القرية وتطهيرها عرقيًّا
أمر لواء النقب في الجيش الإسرائيلي خلال أحد اندفاعاته شمالًا، سكان هوج بمغادرة منازلهم في 31 أيار/ مايو 1948. في سياق ذلك، يقول المؤرخ الإسرائيلي بني موريس أنّ سكان القرية طُردوا غربًا، وأنّ منازلهم نهبت ثم نسفت. ومع أنّ كثيرين من الضباط الصهيونيين كانوا يعتبرون القرية (صديقة) فإن الرأي الذي ساد هو أنّها (غير موثوق بها) على الخطوط الأمامية مع الجيش المصري، بحسب ما قال موريس.
في أيلول/ سبتمبر، ناشد سكان القرية المشرّدون «إسرائيل» السماح لهم بالعودة، متعلّلين بثبات الهُدنة. ودافع اثنان من المسؤولين الاسرائيلين بذلك لاعتبارات أمنية، أو لئلّا تشكّل عودتهم سابقة. كما كان وزير شؤون الأقليات، بيخور شيتريت، أوصى بأن يُسمح لهم بالعودة، وإن لم يكن ذلك إلى قريتهم بالذات وإنّما إلى موقع يقع في عمق المنطقة التي تحتلها «إسرائيل».

## القرية اليوم
لم يبق من قرية هوج سوى بناء إسمنتي واحد متداع، له أبواب مستطيلة ونوافذ وسقف مسطح. أما وجهة استعمال هذا البناء في الماضي فغير واضحة لكنه يستخدم الآن مخزن مزرعة. كما أقيمت مزرعة إسرائيلية للأغنام في الموقع.

## المستعمرات الإسرائيلية على أراضي القرية
استولت مستعمرة «دوروت [الإنجليزية]»، التي كانت أقيمت في سنة 1941 على أراضٍ كانت تابعة تقليديًّا للقرية، على المزيد من أراضي القرية بعد سنة 1948.

## معرض صور

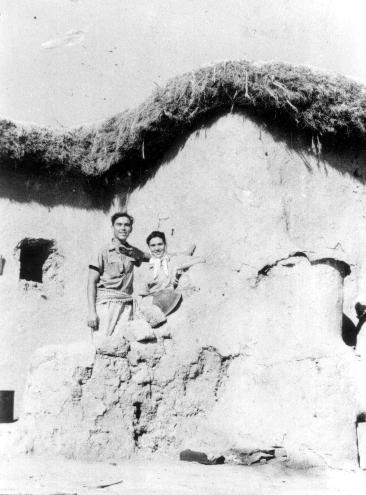
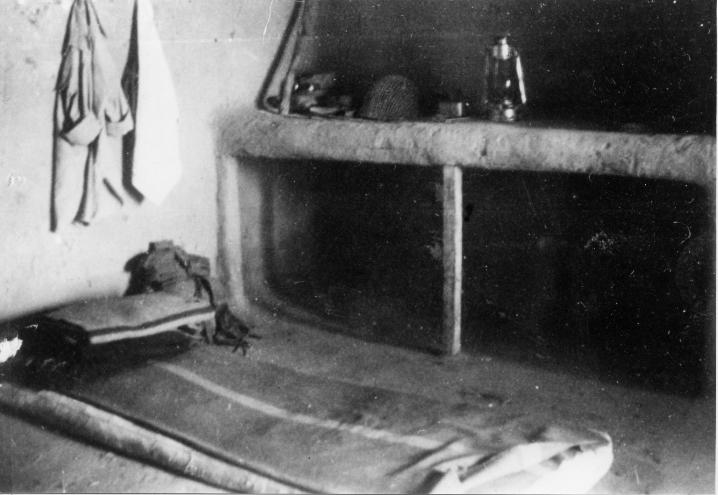
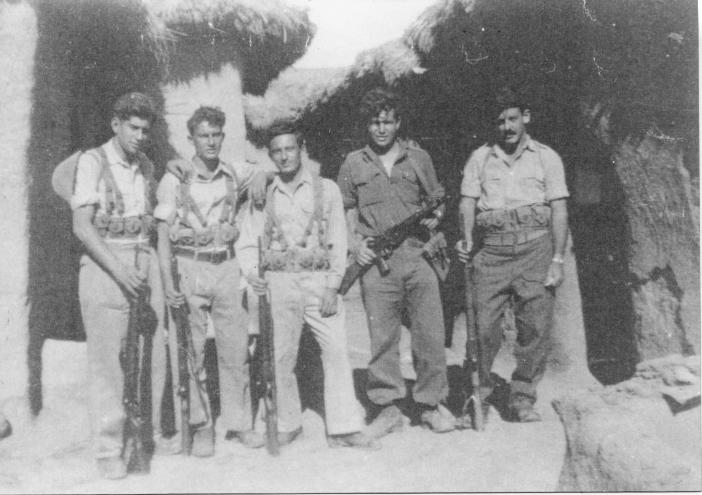
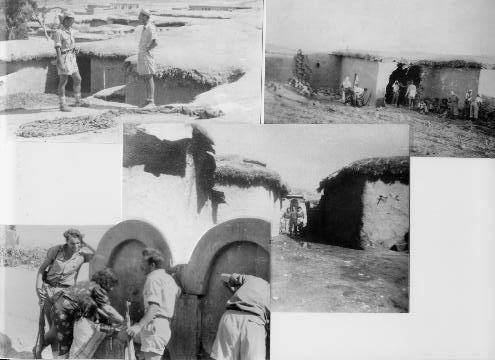
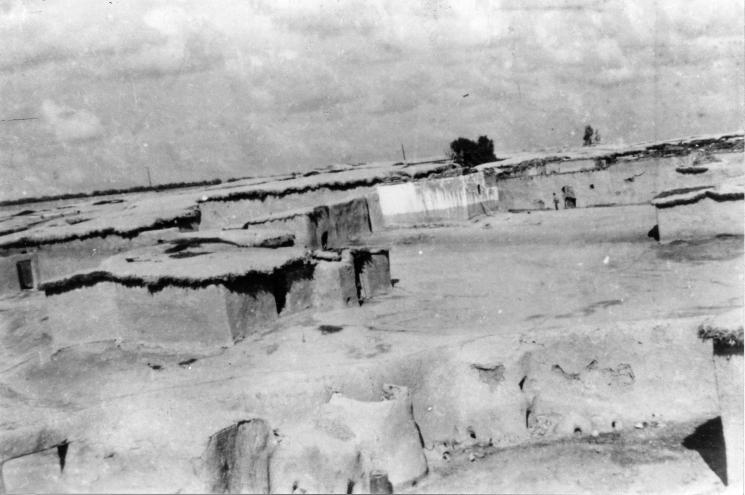